# Isoberlinia scheffleri
Isoberlinia scheffleri é uma espécie vegetal da família Fabaceae.
Apenas pode ser encontrada na Tanzânia.